# Carl-von-Linde-Gymnasium Kempten
Das Carl-von-Linde-Gymnasium Kempten (Abkürzung CvL, bis 1966 Humanistisches Gymnasium Kempten) ist ein staatliches Gymnasium in Kempten (Allgäu). Seinen Namen verdankt dieses Gymnasium dem Erfinder und Unternehmensgründer Carl von Linde, welcher hier 1861 sein Abitur ablegte. Es ist ein sprachliches, musisches, sozialwissenschaftliches und humanistisches Gymnasium. Seit der Übernahme durch die Königlich-Bayerische Regierung im Jahre 1806 weist die ehemalige Lateinschule Kontinuität auf. Es handelt sich um eine der ältesten Schulen in Bayern.

## Geschichte

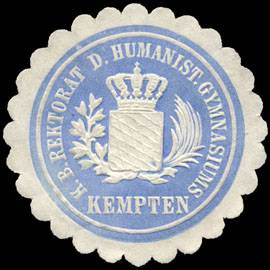
Siegelmarke des Königlich Bayerischen Rektorats des Humanistischen Gymnasiums

Nach der Säkularisation des Fürststifts Kempten wurde die dortige Lateinschule (das Stiftsgymnasium Kempten) als Königlich Bayerisches Gymnasium im Jahr 1806 neu gegründet. Ab 1863 wurde der sogenannte Grüne Kasten an der Fürstenstraße in Kempten als Schulgebäude benutzt und steht unter Denkmalschutz. 1956 ist die Schule das letzte Mal umgezogen und befindet sich nun an ihrem heutigen Platz im Haubensteigweg. Nachdem das Gymnasium ausgezogen war, wurden in der Fürstenstraße Real-, Haupt- und Grundschüler unterrichtet, bis 2015 nutzte die Freie Schule Albris das Gebäude.
1966 wurde das Humanistische Gymnasium Kempten in Carl-von-Linde-Gymnasium Kempten umbenannt. Ab 1999 beteiligte sich die Einrichtung am Schulversuch Europäisches Gymnasium. Am 2. Oktober 2004 konnte das Gymnasium sein 200-jähriges Bestehen feiern. Die Schule nahm ab dem Schuljahr 2015/2016 an dem Pilotversuch Mittelstufe Plus teil, der nach Auslaufen des achtjährigen Gymnasiums (G8) in der Wiedereinführung des G9 aufging. Zusätzlich zu dem sprachlichen Zweig wurden im Jahr 2014 die musische und im Jahr 2021 die sozialwissenschaftliche Ausbildungsrichtung eingeführt.
Im Jahr 2007 wurde eine Gedenktafel für die 1944 bzw. 1945 als Widerstandskämpfer in der Zeit des Nationalsozialismus hingerichteten ehemaligen Schüler Alfred Kranzfelder und Franz Sperr eingeweiht.

## Schulprofil
Das Carl-von-Linde-Gymnasium bietet seinen Schülerinnen und Schülern die Möglichkeit, die sprachliche, die musische und die sozialwissenschaftliche oder humanistische Ausbildungsrichtung zu besuchen. Dabei kann in der 5. Jahrgangsstufe mit Englisch oder Latein als erster Fremdsprache begonnen werden. Seit dem Schuljahr 2025/26 kann der sprachliche Zweig auch mit der modernen Fremdsprachenfolge Englisch – Französisch – Spanisch besucht werden. Allgemein werden an der Schule die folgenden Fremdsprachen unterrichtet: Latein (1. oder 2. Fremdsprache), Englisch (1. oder 2. Fremdsprache), Französisch (2. Fremdsprache), Spanisch (3. Fremdsprache) und Italienisch (Wahlfach).
Das Musische Gymnasium mit Musik als Kernfach und Instrumentalunterricht kann ab der fünften Jahrgangsstufe besucht werden, die anderen Ausbildungsrichtungen mit Eintritt in die 6. bzw. in die 8. Klasse.
Das Carl-von-Linde-Gymnasium Kempten verfügt über ein vielseitiges Schulprofil. Es ist Klimaschule, soziale Schule sowie Fairtrade-Schule und bietet zahlreiche AGs und Theatergruppen an.

## Absolventen und ehemalige Schüler

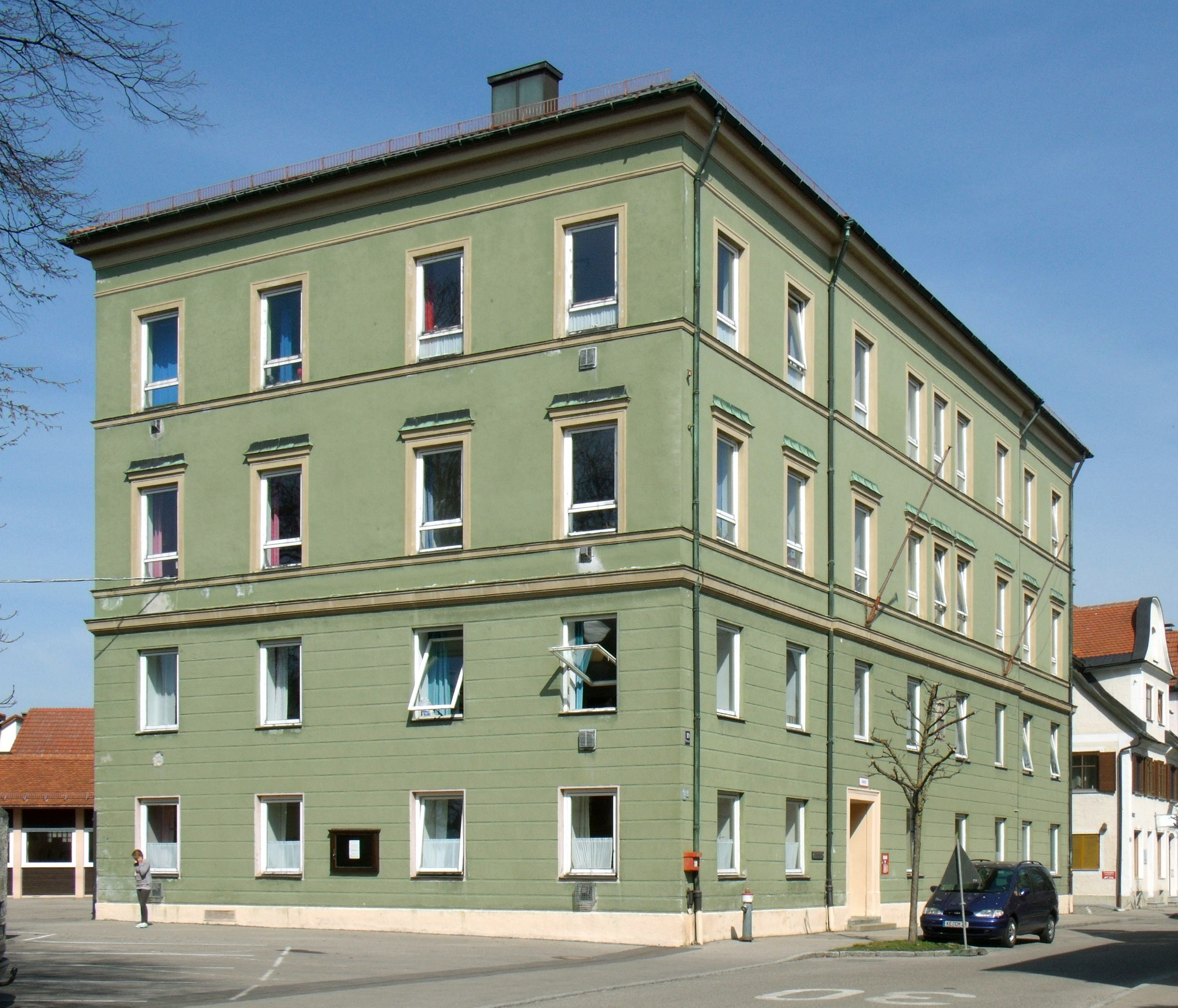
Das ehemalige Schulgebäude an der Fürstenstraße. Nachdem das Gymnasium auszog, wurden darin Real-, Haupt- und Grundschüler unterrichtet. Bis 2015 befand sich in dem Schulhaus die Freie Schule Albris.

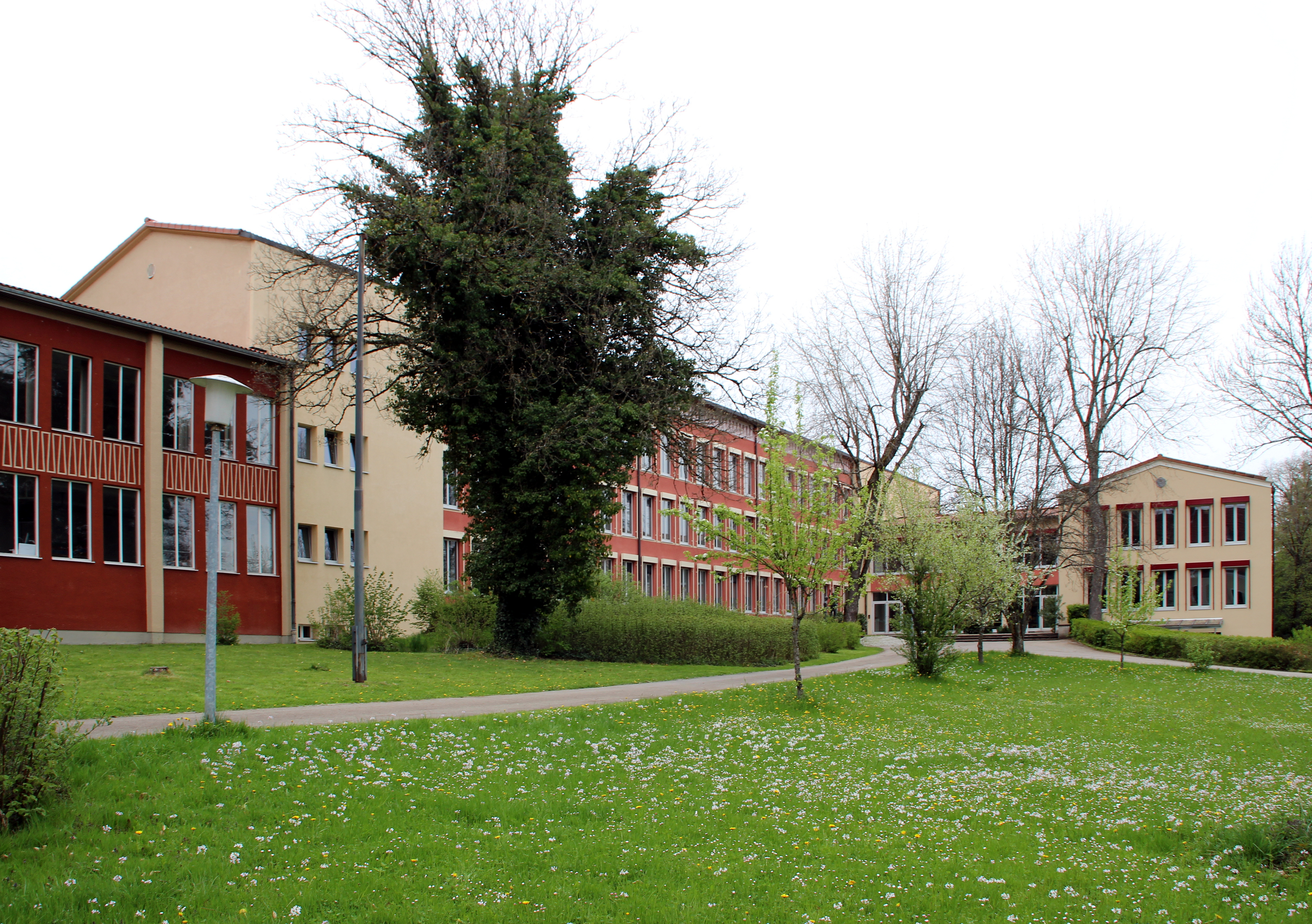
Das 1956 bezogene Schulhaus am Haubensteigweg

| - Johann Jakob Weidenkeller (1789–1851), Tierarzt und Agrarwissenschaftler - Georg von Forndran (1807–1866), Bürgermeister von Augsburg - Theodor Herberger (1811–1870), Archivar und Schriftsteller - Peter Schegg (1815–1885), römisch-katholischer Geistlicher, Theologe und Hochschullehrer - Daniel Haneberg (1816–1876), Bischof, Abt, Theologe und Orientalist - Hermann Lingg (1820–1905), Dichter und Mediziner - Carl von Linde (1842–1934), Ingenieur, Erfinder und Gründer der Linde AG - Franz Ludwig Baumann (1846–1915), Historiker und Archivar - Karl Krumbacher (1856–1909), Begründer der Byzantinistik, Neogräzist - Heinrich Rippler (1866–1934), Schriftsteller, Journalist und Politiker, MdR - Philipp Haeuser (1876–1960), Pfarrer, Nationalsozialist - Otto Merkt (1877–1951), Kommunalpolitiker und Heimatforscher, NSDAP-Mitglied und Oberbürgermeister von Kempten (Allgäu) - Franz Sperr (1878–1945), Offizier, Jurist, Diplomat und monarchistischer NS-Oppositioneller - Hanns Dorn (1878–1934), Ökonom, Sozialwissenschaftler und Publizist - Anton Fehr (1881–1954), Agrarwirtschaftler und Politiker, MdR - Otto Frommknecht (1881–1969), Politiker (CSU) und Bayerischer Staatsminister für Verkehr - Oscar Daumiller (1882–1970), evangelischer Pfarrer, Oberkirchenrat und Kreisdekan - Claude Dornier (1884–1969), Flugzeugkonstrukteur und Gründer der Dornier-Werke, NSDAP Wehrwirtschaftsführer - Josef Rottenkolber (1890–1970), Lehrer und antisemitischer Historiker - Rudolf Zorn (1893–1966), Jurist und Politiker (SPD), bayerischer Staatsminister - Max Madlener (1898–1989), Chirurg, SS-Obersturmführer und Hochschullehrer - Anton Brändle (1899–1953), Kommunalpolitiker und NSDAP-Mitglied, Oberbürgermeister von Kempten (Allgäu) - Hermann Esser (1900–1981), Politiker (USDP, NSDAP Mitglied-Nr. 2), MdR - Karl Hoefelmayr (1907–1989), Unternehmer und Kunstschaffender |  | - Werner Wittstadt (1907–1956), Chemiker - Alfred Kranzfelder (1908–1944), Korvettenkapitän, Oberkommando der Kriegsmarine, ermordeter NS-Gegner - Ludwig Martin (1909–2010), Jurist - Ernst Schumacher (1921–2012), Theaterwissenschaftler und Theaterkritik - Paul Diethei (1925–1997), Politiker (CSU), MdL - Franz Lehrndorfer (1928–2013), Organist und Hochschullehrer - Helmut Hroß (1930–2019), Pädagoge und Autor - Karl Braun (* 1930), Geistlicher, Altbischof von Eichstätt, Alterzbischof von Bamberg - Josef Höß (* 1931), Kommunalpolitiker der CSU, Oberbürgermeister von Kempten - Otfried Reithinger (* 1938), Arzt, bayerischer Senator - Georg Karg (* 1941), Ökonom - Bertold Pölcher (1941–2023), Heimatforscher - Eckart John von Freyend (* 1942), Immobilienmanager - Reinhold Bocklet (* 1943), Politiker (CSU) - Henning Ottmann (* 1944), Politologe und Philosoph, Professor für Philosophie und Politikwissenschaft - Horst Heilmann (* 1944), Maler - Franz-Rasso Böck (* 1957), Historiker und Stadtarchivar von Kempten - Gerhard Immler (* 1961), Archivar und Historiker - Alexander Hold (* 1962), Jurist, Fernsehrichter und Politiker (Freie Wähler) - Robert Haas (* 1964), Komponist und Liedermacher - Thomas Kiechle (* 1967), Kommunalpolitiker der CSU, Oberbürgermeister von Kempten - Dominik Spitzer (* 1967), Politiker (FDP), Mitglied des Bayerischen Landtags - Alexander Wöll (* 1968), Slawist und Hochschulpräsident - Stephan Thomae (* 1968), FDP-Politiker, MdB - Michael Peinkofer (* 1969), Autor, Filmjournalist und Übersetzer |

## Ehemalige Lehrer
- Johann von Gott Fröhlich (1780–1849), Altphilologe
- Eduard Ströbel (1860–1919), Altphilologe
- Hans Fischl (1864–1938), Altphilologe
- Richard Knussert (1907–1966), NSDAP-Mitglied und Historiker